# Profesor Lucasiano
El profesor Lucasiano es el titular de la Cátedra Lucasiana de Matemáticas (Lucasian Chair of Mathematics) de la Universidad de Cambridge. El cargo fue fundado en 1663 por Henry Lucas, miembro del parlamento inglés por la Universidad entre 1639 y 1640, y establecido oficialmente por Carlos II en 1664. Lucas, en su testamento, legó su biblioteca de 4000 volúmenes a la Universidad, y mandó la compra de terrenos que diesen un rendimiento anual de 100 libras para poder fundar una Cátedra. Ordenaba también que el profesor que ocupase esta cátedra tenía que dar por lo menos una clase de matemáticas a la semana, y habría de estar disponible dos horas semanales para resolver las dudas de los alumnos. 
El primer profesor Lucasiano fue Isaac Barrow, sucedido por Isaac Newton. El cargo fue ocupado entre 1980 y 2009 por Stephen Hawking. Este fue sucedido por Michael Green. Actualmente desde el 1 de julio de 2015 el cargo es ocupado por Michael Cates

## Curiosidades
- Stephen Hawking jugaba con el doble sentido de la palabra inglesa chair ("cátedra" y "silla") para referirse a su doble condición de titular de la Cátedra Lucasiana y usuario de silla de ruedas. Irónicamente, decía: No pensaba que la silla de Newton funcionase con electricidad en aquella época.
- Data, androide de la serie Star Trek: La Nueva Generación, es Profesor Lucasiano en el último episodio de la serie.

## Lista de Profesores Lucasianos
- 1664 Isaac Barrow
- 1669 Sir Isaac Newton
- 1702 William Whiston
- 1711 Nicholas Saunderson
- 1739 John Colson
- 1760 Edward Waring
- 1798 Isaac Milner
- 1820 Robert Woodhouse
- 1822 Thomas Turton
- 1826 Sir George Airy
- 1828 Charles Babbage
- 1839 Joshua King
- 1849 Sir George Stokes
- 1903 Sir Joseph Larmor
- 1932 Paul Dirac
- 1969 Sir James Lighthill
- 1980 Stephen Hawking
- 2009 Michael Green
- 2015 Michael Cates